# فانلند
فانلند (انگلیسی: Funland) یک مجموعه تلویزیونی کمدی/دلهره‌آور بریتانیایی است که در سال ۲۰۰۵ منتشر شد.

## بازیگران
- دنیل میز
- کریس مارشال
- سارا اسمارت
- جودی پارفیت
- فرانسس باربر
- مارک گیتیس
- شریل کمبل
- بورن گورمن
- کنی داوتی
- فیلیپ جکسون
- کوین الدن
- جیسون واتکینز